# نان همبرگر
نان همبرگر یا بان نوعی نان رول است که معمولاً با پر کردن مواد طعم‌دار (مثل همبرگر) پر می‌شود. نان همبرگر همچنین ممکن است به یک کیک شیرین در نقاط خاصی از جهان اشاره داشته باشد. اگرچه نان‌های همبرگر در اشکال و اندازه‌های زیادی وجود دارند، اما معمولاً گرد هستند و معمولاً اندازه دست یا کوچک‌تر هستند.
در انگلستان، کاربرد این اصطلاح در مناطق مختلف بسیار متفاوت است. در جنوب انگلستان، نان یک کیک شیرین با اندازه دست است، در حالی که در شمال ایرلند و شمال انگلستان، یک نان گرد کوچک از نان معمولی است.
نان‌های همبرگر معمولاً از خمیر آرد، شیر، مخمر و مقدار کمی شکر یا کره درست می‌شوند. خمیر نان شیرین با غنی شدن با شکر، کره و گاهی تخم مرغ از خمیر نان متمایز می‌شود. انواع شیرین معمولی حاوی میوه‌های کوچک یا آجیل است که روی آن را با مایه کیک یا کارامل پوشانده و با مربا یا خامه پر می‌کنند.
بائوزی چینی، با پر کردن شور یا شیرین، اغلب به عنوان «نان» در انگلیسی شناخته می‌شود.